# Слободка-Ивановка
Слобо́дка-Ива́новка — деревня в Рыльском районе Курской области. Входит в состав Студенокского сельсовета.

## История
Упоминается не раньше 1859 года.
После начала боёв в Курской области 12 августа 2024 года была оккупирована ВСУ.

## География
Деревня находится на реке Студенок (приток Обесты), в 131 км западнее Курска, в 24,5 км западнее районного центра — города Рыльск, в 3 км от центра сельсовета — Студенок. В 2,5 км проходит государственная граница с Украиной.
Климат
Слободка-Ивановка, как и весь район, расположена в поясе умеренно континентального климата с тёплым летом и относительно тёплой зимой (Dfb в классификации Кёппена).

## Население
| 2002 | 2010 |
| ---- | ---- |
| 98   | ↘58  |

## Инфраструктура
Личное подсобное хозяйство. В деревне 47 домов.

## Транспорт
Слободка-Ивановка находится в 9 км от автодороги регионального значения 38К-017 (Курск — Льгов — Рыльск — граница с Украиной), в 2 км от автодороги межмуниципального значения 38Н-352 (38К-017 — Гниловка), на автодороге 38Н-353 (38Н-352 — Слободка-Ивановка), в 3,5 км от ближайшего ж/д остановочного пункта Гудово (линия Хутор-Михайловский — Ворожба).
В 186 км от аэропорта имени В. Г. Шухова (недалеко от Белгорода).